# Condado de Richmond (Nova Escócia)
O Condado de Richmond é um dos 18 condados da província canadense de Nova Escócia. A população do condado é de cerca de 8,964 habitantes e a área territorial é de 1,249.33 quilômetros quadrados.